# Résidence privée pour aînés au Québec
Les résidences privées pour aînés sont des lieux d’habitation offrant certains services comme les repas, l’aide domestique et les services d’assistance personnelle.

## Définitions
Une résidence privée pour aînés (aussi appelée RPA) est un immeuble d’habitation collective qui offre des chambres ou des logements, ainsi qu’une gamme de services plus ou moins étendue, contre le paiement d’un loyer. Selon la loi, le résident doit être une personne âgée de 65 ans ou plus.
Au Québec, l’ouverture d’une résidence privée est régie par le MSSS qui délivrera un certificat de conformité. Le règlement sur la certification a été modifié le 31 août 2022. Dans ce nouveau règlement, nous retrouvons l'obligation pour plusieurs RPA de se doter d'un Comité de Milieu de Vie (CMV), une recommandation de l'Association des Comités de Résidents Officielle du Québec (ACROQ) afin de créer de la bientraitance, une solution proposée par l'ACROQ dans son mémoire déposé le 28 septembre 2021 (https://acroq.ca/memoire-loi-101-lutte-a-la-maltraitance/). 

### Catégories
Actuellement, le réseau des résidences privées regroupe quatre catégories :
- Catégorie 1 : RPA offrant uniquement des services de base (repas, sécurité, loisirs ou aide domestique) ;
- Catégorie 2 : RPA offrant également la distribution de médicaments ;
- Catégorie 3 : RPA offrant des services d’assistance personnelle ;
- Catégorie 4 : RPA offrant des soins infirmiers.

## Situation actuelle
Le marché de la résidence privée est en pleine expansion. En 2016, il y avait 642 675 aînés de 75 ans et plus, dans la province de Québec, soit un ratio de 5,3 personnes âgées par unité locative. La population québécoise est vieillissante, c’est pourquoi il faudrait ajouter environ 26 000 unités pour 2021 et près de 100 000 pour 2031. Devant ce phénomène de vieillissement de la population, le secteur de l’hébergement et des soins aux personnes âgées a subi de grandes transformations. De plus, le prix moyen pour un loyer en résidence privée pour aînés, pour l'année 2023 au Québec, se situe autour de 2 800 dollars.

### Milieu public
L’équivalent d’une résidence privée pour aînés dans le secteur public est la Ressource Intermédiaire (RI) . Les ressources intermédiaires peuvent être détenues et gérées par des gestionnaires immobiliers privés qui sont liés par contrat au réseau public. L’admission et les frais chargés aux patients sont assumés par l’état.

## Histoire de l'hébergement des aînés
Jusqu’en 1960, les résidences dites hospices étaient tenues par des communautés religieuses. Par la suite, le gouvernement a investi dans l’hébergement au public. En 1968, la SCHL commence la construction d’habitations à loyer modique. Le gouvernement procède à la construction de centres d’hébergement, le Québec atteint alors en 1980, près de 60 000 lits. En 1992, on nomme ces centres d’hébergement sous le vocable « centre d’hébergement et de soins de longue durée » (CHSLD), car le gouvernement impose un critère d’admission en hébergement, soit un besoin d’au moins une heure de soins par jour. Le gouvernement québécois fait appel au secteur privé au cours des années 1990. Le nombre de lits en CHSLD public diminue au cours des années qui suivent; on n’en compte plus que 38 458 en 2011. Le gouvernement resserre de plus en plus les critères d’admission en CHSLD.
Au contraire du secteur public, le secteur privé se développe de plus en plus après les années 1990, offrant plus de 85 000 places en 2006 et environ 120 000 en 2013. Ainsi, le secteur de l’hébergement se caractérise, d’une part, par l’émergence d’un imposant secteur privé, lucratif notamment, qui a comblé une partie du vide laissé par le réseau public. Aujourd’hui, on retrouve plus de 1231 résidences privées pour aînés au Québec, hébergeant 98693 aînés en date du 27 février 2024.

### Désignation
Au cours de l'histoire, les résidences privées pour aînés ont maintes fois changé de désignation. Elles ont déjà porté le nom de maison de retraite, foyer et hospice.

## Les grands groupes de résidences privées
Il existe cinq principaux propriétaires de RPA au Québec qui s’approprient environ 29% des unités disponibles; Chartwell, Cogir, Résidences Soleil, Groupe Maurice et Réseau Sélection. Ces derniers proposent notamment des installations modernes, des appartements luxueux, des systèmes de sécurité et plusieurs types de soins et services.

## Controverses
Les résidences privées ont souvent été critiquées quant à la qualité des soins. Toutefois, dans une étude menée par l’Université de Sherbrooke en 2014, les chercheurs ont pu observer que contrairement aux croyances, la qualité des soins dans les résidences privées est relativement élevée et qu’elles offraient plus de confort et d’intimité que les CHSLD. En 2010-2012, le pourcentage de personnes âgées recevant des soins jugés inadéquats s’élevait à seulement 7,9 % au sein des résidences privées, comparativement à 33,2 % dans les centres d’hébergement publics.